# Gaio Licinio Macro
Gaio Licinio Macro (in latino Gaius Licinius Macer; circa 108 o 107 a.C. – Roma, 66 a.C.) è stato un politico e storico romano.

## Biografia
La data di nascita è sconosciuta, ma, sulla base della data della sua pretura, si può supporre che fosse nato nel 108 o 107 a.C. circa. Macro apparteneva alla nobilitas e assunse la carica di tribuno della plebe nel 73 a.C. e nel 68 a.C. ricoprì la pretura, seguita da una propretura che risale probabilmente all'anno successivo. Quest'ultimo incarico dovrebbe corrispondere a un governo di una provincia, di cui però non è stata tramandata alcuna testimonianza. 
Macro era vicino alle tesi “democratiche”: durante il suo tribunato della plebe, si batté per la restaurazione della tribunicia potestas. Nel 66 a.C., anno in cui Cicerone era pretore, secondo la lex repetundarum fu condannato. 
Morì poco dopo la condanna e sulla sua morte abbiamo tre fonti letterarie: Cicerone, Valerio Massimo e Plutarco che, nella Vita di Cicerone, scrive:
Da quanto scrive Plutarco si dovrebbe ricavare la vicinanza di Macro a Crasso, informazione che non è convalidata dalle altre fonti. Questa idea potrebbe confermare la descrizione di Cicerone, che presenta Macro come inimicus nella Pro Rabirio perduellionis reo, orazione tenuta davanti al popolo in difesa di Rabirio, condannato a morte per l'uccisione del tribuno Saturnino nel 100 a.C., considerato delitto contro lo Statoː Cicerone ricorda che, per difendere dalle accuse il suo assistito, sarebbe sufficiente solo mezzora; poi intuisce che data la limitazione di tempo impostagli, le accuse secondarie lo distoglierebbero dalla confutazione principale, inducendolo a perdere tempo rispetto alla difesa. L'accusa secondaria è ripresa da una vecchia accusa di Macro del 66 a.C. (tre anni prima del processo per Rabirio), ossia aver violato luoghi sacri e boschi. Cicerone si stupisce della ripresa di questa infondata accusa e mette in luce che l'accusa di un avversario (“inimicus”) non può avere alcun valore e inoltre i giudici avevano non accettato le argomentazioni di Macro. Plutarco presenta Macro come convinto della sua assoluzione, per questo decide di indossare un abito bianco, simbolo della festa e della vittoria. 
Valerio Massimo, invece, nel nono libro dei suoi Factorum et dictorum memorabilium libri IX descrive le morti di uomini illustri come Tullio Ostilio, Eschilo, Euripide, Socrate e altri. Tra i personaggi ricordati c'è anche l'ex pretore Gaio Licinio Macro, che salì sulla balconata della Basilica, durante il conteggio dei voti per l'accusa de repetundis (di concussione) e si uccise. Cicerone, che presiedeva il tribunale, saputo che Macro con un fazzoletto si voleva soffocare, decise di non pronunciare la condanna.
(Valerio Massimo, Factorum et dictorum memorabilium libri IX, IX, 12, 7.)

Questa descrizione è riportata dallo stesso Arpinate in una lettera ad Attico, in cui dichiara di essersi comportato con indulgenza.

## Famiglia
Macro era padre del poeta neoterico Licinio Calvo, amico di Catullo e ostile, come oratore, di Cicerone. Il figlio era un famoso poeta della nuova tendenza neoterica ed eccellente oratore atticista.

## Opere

### Orazioni
Macro doveva avere delle ottime capacità retoriche, come si capire dal discorso riportato da Sallustio e dalle dichiarazioni di un personaggio a lui ostile, come Cicerone, che nel Brutus scriveva:
Cicerone riconosce le capacità oratorie e di patronus nelle cause private ma disconosce il costume di Macro, che aveva una spiccata propensione oratoria, con uno stile vivace e colorito e che riusciva a organizzare perfettamente le cinque parti dell'arte retoricanei suoi discorsi. 
Cicerone chiarisce che ha lavorato molto, i fatti nei suoi discorsi sono precisi, ma queste capacità sono rovinate da un comportamento e dall'astuzia di un “mestierante”. Macro era un popularis, legato a Mario e questo può spiegare la volontà di difendere la città etrusca di Etruria,  che sostenne Mario e subì gravi danni a opera di Silla. Nel discorso Pro Tuscis Macro rimpiange le conseguenze negative sull'Etruria della colonizzazione sillana. Il rapporto con la città etrusca è stato messo in relazione anche con le origini etrusche della gens Licinia.

### Annales
L'opera storica di Macro (in sedici o ventuno libri), Annales o Historiae, quasi del tutto perduta, fu adoperata come fonte attendibile da Livio e Dionigi di Alicarnasso, forse per le ricerche approfondite e per il ricorso ai libri lintei. Dagli autori dei secoli successivi quest'opera, che si dovrebbe ricollegare all'annalistica più che al genere biografico, fu considerata «un'autorità per la parte in cui trattava dalle origini fino al III secolo a.C.». 
Macro era un'annalista di tendenze popolari dell'età sillana, secondo la testimonianza di Cicerone, che scrive, nel primo libro del De legibus:
Macro è, quindi, uno storico abile, ma la sua preparazione si riconduce più alla tradizione patrizia latina, che a quella greca.

### Fonti storiche
- (LA) Tito Livio, Ab Urbe Condita libri.
- (LA) Valerio Massimo, Factorum et dictorum memorabilium libri IX.
- (LA) Marco Tullio Cicerone, Brutus.
- (LA) Marco Tullio Cicerone, Epistulae ad Atticum,  I.

### Studi moderni
- (DE) Friedrich Münzer, Licinius 112, in Paulys Realencyclopädie der classischen Altertumswissenschaft[collegamento interrotto], I, 1, 1942  [1837],  pp. 419-428.
- F. Münzer, Roman aristocratic parties and families, London, Johns Hopkins University press, 1999.
- (EN) T. Robert S. Broughton, The Magistrates of the Roman Republic, a cura di Phillip H. De Lacy, collana Philological Monographs, II, 1ª ed., New York, American Philological Association, 1952.
- L. Cracco Ruggini, Storia antica. Come leggere le fonti, Bologna, Il Mulino, 2000.